# Distichia acicularis
Distichia acicularis är en tågväxtart som beskrevs av Henrik Balslev och Simon Laegaard. Distichia acicularis ingår i släktet Distichia och familjen tågväxter. IUCN kategoriserar arten globalt som nära hotad. Inga underarter finns listade i Catalogue of Life.